# Good Job!! (アルバム)
『Good Job!!』（グッショブ）は、BACK-ONの3枚目のオリジナルアルバム。2012年5月30日にcutting edgeから発売された。

## 概要
前作『Hello World』がロックに特化した作品だったので、本作は「遊び」をコンセプトにしている。

## 収録曲
1. Ice cream
11thシングル。テレビ朝日系バラエティー番組『今ちゃんの「実は…」』5月度エンディングテーマ、および東宝配給映画『悪の教典』劇中歌。
2. Highway Dancer
TEEDAの愛車のバイクの事を歌った曲[1]。
3. Connectus
10thシングル。「Connectus and selfish」の前半部分。
4. Gimme! Gimme! Gimme!
5. come on & Let’s go feat.Emyli,kailis from OVER DOSE(Taiwan)
台湾のEDMバンド「OVDS」（現在は左記表記に改名）のkailisと女性シンガーEmyliとのフィーチャリング曲。日本語、英語、中国語の3か国語で歌われている。
6. HOME
TEEDA曰く、家に帰るときにぴったりな曲。
7. Word play
8. WE CAN’T STOP
TEEDA曰く、攻撃的に行きたいときに合う曲。
9. フタリダイアリー
10. IT’S NOT OVER
11. Selfish
10thシングル。「Connectus and selfish」の後半部分。
12. Mr Yesterday